# Why Smith Left Home
Why Smith Left Home è un film muto del 1919 diretto da Donald Crisp. La sceneggiatura di Elmer Harris si basa sull'omonimo lavoro teatrale di George Broadhurst andato in scena in prima a Broadway al Hoyt's Theatre di New York il 2 settembre 1899.

Prodotto e distribuito dalla Famous Players-Lasky Corporation, il film - una commedia dai toni farseschi - aveva come interpreti Bryant Washburn, Lois Wilson, Mayme Kelso, Winter Hall, Walter Hiers, Margaret Loomis, Carrie Clark Ward.

## Trama
John Brown Smith e Marian sono innamorati ma la zia di lei, Mary, disapprova il giovanotto. I due, allora, decidono di fuggire per andare a sposarsi. Loro intenzione è di passare la luna di miele nel cottage dell'amico Bob White a Loon Lake, ma una serie di disavventure e di eventi catastrofici impediranno che John riesca solo a baciare la sposina. Un disastro ferroviario, un incendio in un albergo di campagna, l'apparizione improvvisa di zia Mary con il generale e una tempesta rovinano i loro piani. Poi ci si mette pure Julie, la cameriera, che compromette il povero John, totalmente innocente. Marian, delusa, torna allora a casa con gli zii. Ma John non ha nessuna intenzione di perderla e va a rapirla, mentre un terremoto scuote la terra. Quando Julie si decide a confessare la verità, il cielo torna sereno e John e Mary possono finalmente scambiarsi il tanto sospirato bacio.

## Produzione
Il film fu prodotto dalla Famous Players-Lasky Corporation.

## Distribuzione
Il copyright del film, richiesto dalla Famous Players-Lasky Corp., fu registrato il 29 settembre 1919 con il numero LP14227.

Distribuito dalla Famous Players-Lasky Corporation, il film uscì nelle sale statunitensi il 19 ottobre 1919 dopo essere stato presentato in prima a New York il 12 ottobre.
Copie della pellicola sono conservate negli archivi della Library of Congress di Washington.